# Sonoma
Sonoma is een plaats (city) in de Amerikaanse staat Californië, en valt bestuurlijk gezien onder Sonoma County.

## Geschiedenis
Met de oprichting van een bescheiden missiepost door pater Jose Altamira in 1823, de San Francisco Solano-missie, werd Sonoma gesticht. De missiepost was de meest noordelijke van 21 missieposten langs El Camino Real. Kort na de bouw stuurde de Mexicaanse regering luitenant, en later generaal, Mariano Vallejo. Onder zijn leiding werd naast de missiepost een legerpost gebouwd. De soldaten hielden de indianen in de gaten en ook de Russen die zich sinds 1812 in Fort Ross hadden gevestigd. Vallejo was naast een goed bestuurder een rijke grootgrondbezitter. Onder zijn leiding groeide Sonoma uit tot een politiek centrum in Noord-Californië. De komst van niet-Spaanse kolonisten liet hij toe, maar hij voorkwam dat ze een grote invloed gingen uitoefenen op zijn beleid. In 1836 werd hij benoemd tot Comandante General van Californië, dit verhoogde zijn prestige en ook die van Sonoma.
Op 24 april 1846 was de Mexicaans-Amerikaanse Oorlog uitgebroken. In Sonoma kwam op 14 juni 1846 een groep kolonisten in opstand tegen het Mexicaanse gezag. Vallejo werd gevangengezet en de legerpost bezet. De revolutionairen plaatsen een zelfgemaakte vlag, met een beer en ster, op het centrale plein en riepen de onafhankelijke Republiek Californië uit. De onafhankelijkheid duurde drie weken. Op 7 juli droegen de Californiërs hun republiek over aan de Verenigde Staten. Op 2 augustus werd Vallejo vrijgelaten. Hij verbrandde demonstratief zijn Mexicaanse legeruniform en accepteerde het Amerikaanse leiderschap. In 1850 werd hij senator in Californië. In 1854 werd Sacramento de hoofdstad van de staat en verloor Sonoma haar belangrijke positie.

## Demografie
Bij de volkstelling in 2000 werd het aantal inwoners vastgesteld op 9128.
In 2006 is het aantal inwoners door het United States Census Bureau geschat op 9897, een stijging van 769 (8,4%).

## Geografie
Volgens het United States Census Bureau beslaat de plaats een oppervlakte van
6,9 km², geheel bestaande uit land. Sonoma ligt op ongeveer 278 m boven zeeniveau.

## Plaatsen in de nabije omgeving
De onderstaande figuur toont nabijgelegen plaatsen in een straal van 16 km rond Sonoma.

## Geboren
- Walter E. Bryant (1861 - 1905), dierkundige
- Mike Engleman (1958), wielrenner
- Tim Schafer (1967), spelontwikkelaar
- David Ury (1973), (stem)acteur en standup-komiek